# ミラー・ワールド
ミラー・ワールドは、現実世界をデジタル世界に描写することを指す。それは現実世界を正確な方法でスキャンしデジタル世界に現実世界と対の空間を作り出す試みである。
"ミラーワールド"はデジタルメディアに関連した用語でありイェール大学の計算機科学者であるデヴィッド・ゲランターにより創られた。1991年、ゲランターは初めてミラーワールドの仮説を話した。
ミラーワールドはARやVRなどと深い繋がりを持っている｡
オープンなジオコーディングにより利用者はミラーワールドへの貢献が可能になった。それにより、自分のコンピューターにコピーしたミラーワールドに自身の地理的データを新しい"レイヤー"として表示させることができる。

## 実例
Google EarthとBing Maps for Enterpriseは3Dのミラーワールドの実例である。
OuterraエンジンのビデオゲームAnteworldは地球全体が1:1のスケールで写し出されたミラーワールドである。